# Somebody That I Used to Know
"Somebody That I Used to Know" er en sang skrevet af den belgisk-australske sanger og sangskriver Gotye. Med på sangen har han den New Zealandske sangerinde og guitarist Kimbra. Sangen blev udgivet i Australien og New Zealand af Eleven Music den 5. juli 2011 som den anden single fra Gotyes tredje studiealbum Making Mirrors fra 2011. Den blev senere udgivet af Universal Music i december 2011 i Storbritannien og i januar 2012 i USA og Irland. "Somebody That I Used to Know" blev skrevet og indspillet af Gotye i hans forældres hus på Mornington halvøen i Victoria, og lyrisk er den relateret til de erfaringer han har haft med forhold.
"Somebody That I Used to Know" er en middeltempo, indie-pop ballade. Den bruger dele fra Luiz Bonfás sang Seville fra albummet Luiz Bonfa Plays Great Songs fra 1967. Sangen modtog positiv kritik fra kritikerne, der pointerede lighederne mellem sangen og musik af Sting, Peter Gabriel og det amerikanske folk-band Bon Iver. Sangen vandt Triple J Hottest 100-afstemningen i slutningen af 2011, ligesom den vandt en ARIA Award for årets sang og bedste video, mens Kimbra blev årets kvinde artist og Gotye blev årets mandlige artist og året producer. I 2013 vandt sange to Grammy-priser for Bedste pop duo/gruppe præstation og Årets indspilning.
Kommercielt blev "Somebody That I Used to Know" Gotyes mest succesfulde sang, og blev også hans signatursang. Den toppede listerne i USA, Storbritannien, Australien, Danmark og 22 andre nationale hitlister, og nåede top 10 i mere end 30 lande på verdensplan. Sangen har solgt mere en 13 millioner kopier på verdensplan, og er dermed en af de bedst sælgende singler nogensinde.. Den var også nummer et på flere årslister hos Billboard Magazine, på den danske hitliste og i andre lande over hele verden.
"Somebody That I Used to Know" er blevet spillet flere gange live i tv-shows som The Voice, American Idol og Saturday Night Live. Den er blevet coveret af det canadiske indie rock-band Walk of the Earth, ved at bruge en enkelt guitar der bliver spillet simultant af alle fem bandmedlemmer.
Den originale singles musikvideo blev instrueret af Natasha Pincus. Videoen havde premiere den 30. juli 2011 og viser Gotye og Kimbre nøgne mod en hvid baggrund, og mens de synger, dækker et mønster gradvist hans hud og baggrunden ved hjælp af stop motion animation.
Teknikken var i stil med Emma Hacks kunst. Hack var også involveret i videoens produktion.

## Hitlister
| Hitliste (2011–12)                                 | Højeste placering |
| -------------------------------------------------- | ----------------- |
| Australien (ARIA)                                  | 1                 |
| Østrig (Ö3 Austria Top 40)                         | 1                 |
| Belgien (Ultratop 50 Flanderen)                    | 1                 |
| Belgien (Ultratop 50 Vallonien)                    | 1                 |
| Brasilien Billboard Brasil Hot 100                 | 20                |
| Brasilien (Billboard Hot Pop)                      | 3                 |
| Bulgarien (IFPI)                                   | 2                 |
| Canada (Canadian Hot 100)                          | 1                 |
| Tjekkiet (Rádio Top 100)                           | 1                 |
| Danmark (Track Top-40)                             | 1                 |
| Finland (Suomen virallinen lista)                  | 1                 |
| Frankrig (SNEP)                                    | 1                 |
| Tyskland (Media Control Charts)                    | 1                 |
| Ungarn (Dance Top 40)                              | 1                 |
| Ungarn (Rádiós Top 40)                             | 1                 |
| Irland (IRMA)                                      | 1                 |
| Honduras (Honduras Top 50)                         | 33                |
| Israel (Media Forest)                              | 1                 |
| Italien (FIMI)                                     | 1                 |
| Japan (Billboard Japan Hot 100)                    | 10                |
| Mexico Top Inglés (Monitor Latino)                 | 1                 |
| Mexicanske Airplay Chart (Billboard International) | 8                 |
| Holland (Dutch Top 40)                             | 1                 |
| New Zealand (RIANZ)                                | 1                 |
| Norge (VG-lista)                                   | 2                 |
| Polen[kilde mangler]                               | 1                 |
| Rumænien(Romanian Top 100)                         | 1                 |
| Skotland (Official Charts Company)                 | 1                 |
| Slovakiet (Rádio Top 100)                          | 1                 |
| Sydafrika (Mediaguide)                             | 1                 |
| Spanien (PROMUSICAE)                               | 3                 |
| Sverige (Sverigetopplistan)                        | 1                 |
| Schweiz (Schweizer Hitparade)                      | 2                 |
| Storbritannien Singles (Official Charts Company)   | 1                 |
| USA Billboard Hot 100                              | 1                 |
| USA Adult Contemporary (Billboard)                 | 1                 |
| USA Adult Top 40 (Billboard)                       | 1                 |
| USA Alternative Songs (Billboard)                  | 1                 |
| USA Dance Club Songs (Billboard)                   | 1                 |
| USA Mainstream Top 40 (Billboard)                  | 1                 |
| US Rock songs (Billboard)                          | 1                 |
| Venezuela Pop Rock (Record Report)                 | 1                 |

|

### Årslister
| Hitliste (2011)                | Placering |
| ------------------------------ | --------- |
| Australien (ARIA)              | 2         |
| Belgien (Ultratop 50 Flandern) | 1         |
| Tyske singelhitliste           | 3         |
| Holland (Mega Single Top 100)  | 3         |
| New Zealand (RIANZ)            | 3         |

| Hitliste (2012)                          | Placering |
| ---------------------------------------- | --------- |
| Australien (ARIA)                        | 40        |
| Belgien (Flandern)                       | 10        |
| Belgien (Vallonien)                      | 1         |
| Canada (Canadian Hot 100)                | 1         |
| Danmark (Tracklisten)                    | 1         |
| Ungarn (Rádiós Top 40)                   | 2         |
| Israel (Media Forest)                    | 1         |
| Italien (FIMI)                           | 4         |
| Holland (Mega Single Top 100)            | 13        |
| Rumænien (Romanian Top 100)              | 2         |
| Spanien (PROMUSICAE)                     | 6         |
| Storbritannien (Official Charts Company) | 1         |
| USA Billboard Hot 100                    | 1         |
| USA Pop Songs                            | 8         |
| USA Adult Contemporary                   | 6         |
| USA Adult Pop Songs                      | 1         |
| USA Hot Dance Club Songs                 | 6         |
| USA Alternative Songs                    | 1         |
| USA Rock Songs                           | 4         |

## Eksterne links
- Video på YouTube
- Somebody That I Used to Know på MusicBrainz
- Somebody That I Used to Know på Discogs
- Somebody That I Used to Know på MusicBrainz
- Somebody That I Used to Know på MetroLyrics